# فریدا کالو
ماگدالنا کارمن فریدا کالو ی کالدرون د ریورا (به اسپانیایی: Magdalena Carmen Frieda Kahlo y Calderón de Rivera) ‏ (زادهٔ ۶ ژوئیه ۱۹۰۷ در کویوآکان، مکزیکوسیتی – درگذشتهٔ ۱۳ ژوئیه ۱۹۵۴ در کویوآکان، مکزیکوسیتی) نقاش مکزیکی و یکی از زنان نامدار تاریخ هنر معاصر است. فریدا به‌ویژه به‌خاطر خودنگاره‌های هنرمندانه‌اش، مشهور است.

## زندگی

### اوایل زندگی
فریدا در تاریخ ۶ ژوئیه ۱۹۰۷، از پدری آلمانی‌تبار و مادری دورگه (اسپانیایی و بومی مکزیک) در خانه‌ای که اکنون موزهٔ فریدا است، موسوم به «خانهٔ آبی» در شهرک کوچکی به‌نام کویوآکان در حومهٔ مکزیکو سیتی به دنیا آمد. پدرش یک نقاش و عکاس یهودی-آلمانی با اصلیت رومانیایی بود.
پدر فریدا از هنرمندان عکاس مشهور مکزیک بود و پرتره‌های زیادی از کودکی فریدا گرفته است. سلف‌پرتره‌هایی که فریدا از خود می‌کشید در واقع به نوعی تداوم عکس‌های پدر است.
سه ساله بود که انقلاب مکزیک و جنگ‌های داخلی به وقوع پیوست. در شش سالگی به علت ابتلا به فلج اطفال چندین ماه در خانه بستری شد. این بیماری انحرافی ماندگار در پای راستش باقی گذاشت و همین موضوع باعث شد تا پای راست او همیشه لاغرتر از پای دیگرش باشد و سبب شد از آن پس تا پایان عمر در همه‌جا با دامنهای بلند (با تزئینات پیشاکلمبوسی و موهایی آراسته به نوارها و پارچه‌ای رنگین) ظاهر شود.
در سپتامبر ۱۹۲۵، نقطهٔ عطف زندگی فریدا کالو به شکل حادثه‌ای دردناک بر او فرود آمد.فریدا دانشجوی هجده‌سالهٔ رشتهٔ پزشکی در تصادف شدید اتوبوس از ناحیهٔ شانه، سینه، کمر، لگن و پا دچار شکستگی‌های متعدد شد. خودش دربارهٔ لحظهٔ سانحه می‌گوید «دستهٔ صندلی چون شمشیری که به گاو می‌زنند در من فرورفت.»در این میان، به دنبال جراحتی که بر اثر فرورفتن میله‌ای آهنی بر رحم او ایجاد شد، فریدا تا پایان عمر از داشتن فرزند محروم ماند.

### روی آوردن به نقاشی
پس از این تصادف، بستر بیماری جایی بود که فریدا درست در نقطه‌ای که می‌توانست پایان زندگی‌اش باشد، سرنوشت خود را به دست گرفت و برای اولین بار شروع به کشیدن نقاشی کرد؛ او با عاریه‌گرفتن لوازم این کار از پدرش توانست امیال، آرزوها و رنج‌هایش را از جسم ساکن و سراسر آتل و گچ‌گرفته‌اش روانهٔ بوم نقاشی کند. او از آسیب‌های جسمی‌اش جان سالم به در برد و در نهایت قادر به راه‌رفتن شد. با این وجود، درد پای فریدا هرگز به‌طور کامل او را ترک نکرد. فریدا پس از این توجه خود را از حرفهٔ پزشکی به نقاشی معطوف کرد.

### تمایلات عشقی و جنسی

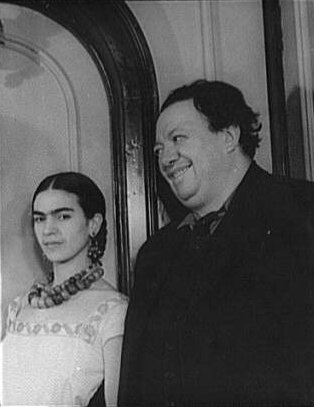
فریدا کالو و همسرش دیه‌گو ریورا در سال ۱۹۳۲

فریدا تجربیات عاطفی پرفراز و نشیبی را پشت سر گذاشت. پس از حادثهٔ تصادف، نامزدش از ازدواج با او منصرف شد. فریدا پس از بهبودی، پرتره‌های خودش را نزد دیه‌گو ریورا، نقاش دیواری معروف و کمونیست مکزیکی برد که قبل‌تر در دوران کوتاه و ناتمام دانشجویی پزشکی در کلاس‌های طراحی با او آشنا شده بود.نقاشی‌های کالو مورد توجه دیه‌گو ریورا قرار گرفت و این دیدارِ دوباره آغازی شد برای زندگی مشترک آن دو که بعداً در سال ۱۹۲۹ با همدیگر ازدواج کردند در زمان ازدواج دیه‌گو ۴۲ ساله بود و فریدا ۲۲ سال داشت. مادر فریدا که با ازدواج آن دو مخالف بود به آن‌ها مَثَلِ «فیل و فاخته» را نسبت داد. فریدا خود در اینباره می‌گوید:
عاقبت روزی رسید که تابلوهایم را به نقاش بزرگ مکزیک نشان دادم. دیه‌گو هنرم را تحسین کرد. در یک لحظه حس کردم زیبایی وجود مرا درک کرده و حالا من عاشق دیه‌گو بودم و دیه‌گو ریورا عاشق من!. روزها که می‌گذشت، من دیه‌گو را هم در کنارم کشیدم و دیه‌گو نیز مرا در نقاشی‌هایش گنجاند. من سوسیالیست شدم و دیه‌گو عاشق. آقای ریورا، نقاش بزرگ مکزیک همسر من است. من خوشبختم. حالا فقط دلم می‌خواهد از دیه‌گو فرزندی داشته باشم.
اما برای او نه خوشبختی به‌طور کامل محقق شد و نه آرزوی داشتن فرزند میسر.فریدا یک بار از دیه‌گو باردار شد که به سقط ناخواستهٔ جنین انجامید.این تجربهٔ ناکام مادری در آثار بعدی او نمود عینی پیدا کرد. تابلوی معروف فریدا از خودش، جنین، رحم و خون گویای همین حادثه است.
در زمینهٔ زندگی زناشویی نیز ازدواج کالو و ریورا بی‌ثبات بود و در طول سال‌های پس از ازدواج، این زوج هنرمند هر یک شریک‌های جنسی جداگانه‌ای برای خود داشتند. فریدا در خاطراتش به چند تن از آن‌ها همچون لئون تروتسکی، سیاستمدار کمونیست گریخته از شوروی و پولت گادرد، همسر چارلی چاپلین، اشاره می‌کند.
در سال‌های جنگ جهانی دوم که اروپا در آتش جنگ می‌سوخت، پایتخت فرهنگی و هنری از پاریس به‌نوعی به مکزیکو سیتی منتقل شده بود و هنرمندان، روشنفکران و ناراضیان تبعیدی زیادی از جمله لئون تروتسکی، لوئیس بونوئل به مکزیک کوچ کرده بودند. در این دوره خانهٔ فریدا و دیه‌گو پاتوق بسیاری از این افراد بود که عموماً گرایش‌های چپ داشتند. گرچه فریدا با اینان معاشرت داشت (و پیش از این نیز به سال ۱۹۲۸ در اروپا به عضویت حزب کمونیست درآمده بود) اما هرگز این تمایلات در آثارش نمود پیدا نکرد؛ گرچه حتی پس از ترور تروتسکی، همچنان طرفدار استالین باقی‌ماند و بعدها به مائو نیز توجه نشان داد.
از آغوش تروتسکی بوی جنگ می‌آمد. او در وجود من چه می‌جست؟ وقتی به آغوش تروتسکی رفتم زیبایی‌ام دوباره به من برگشته بود و حالا تروتسکی ترور شده است.
اما حادثهٔ روحی بزرگ هنگامی رخ داد که ده سال پس از زندگی مشترک، فریدا همسرش را هم‌بستر با خواهر کوچکترش «کریستینا» دید و از دیه‌گو جدا شد. اما این جدایی دیری نپایید و این دو دوباره در سال ۱۹۴۰ به یکدیگر پیوستند. او خود در مورد دوران جدایی‌شان چنین می‌گوید:
دیگر دیه‌گو هم با من نیست، رهایش کردم. حالا خودم هستم. نقاشی می‌کنم. این بار خودم را می‌کشم. دست در دست خودم، با خودم ازدواج کرده‌ام. راستی، آیا من برای خود کافی‌ام؟
با این وجود، فریدا همیشه دربارهٔ دیه‌گو می‌گفت: «دیه‌گو، مردِ چاقِ نقاشم که همیشه روی پیشانی‌ام چون آفتاب می‌درخشد…»

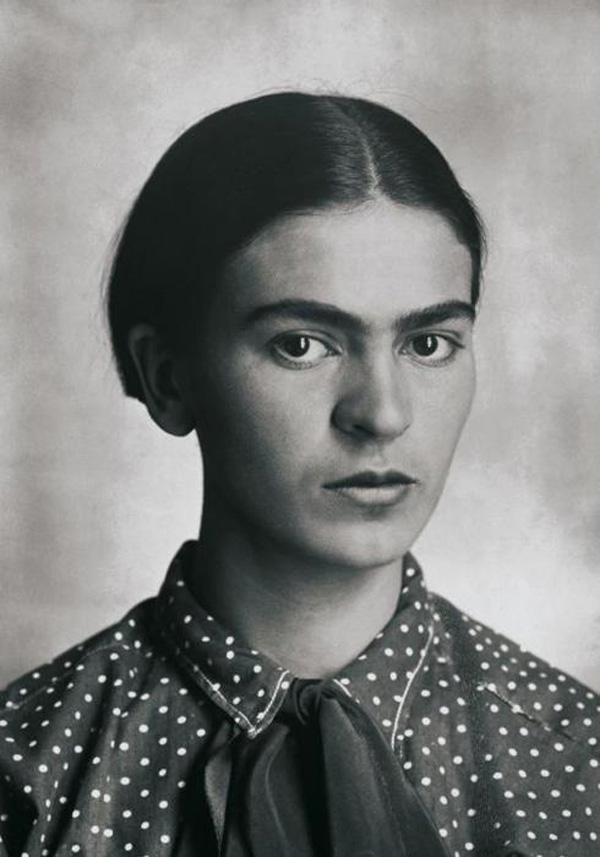
عکس گرفته شده توسط پدر کالو سال ۱۹۲۶

### مرگ
در ۱۹۵۳ پزشکان به دلیل وخامت بیماری قانقاریا مجبور شدند یکی از پاهای فریدا را قطع کنند. فریدا که یک سال آخر عمرش را بر صندلی چرخدار می‌گذراند، برای تحمل دردهای جسمی و روحی به اعتیاد روی آورده بود.
در نهایت، فریدا کالو در ۱۳ ژوئیهٔ ۱۹۵۴ به دلیل انسداد جریان خون درگذشت. خاکستر او هم‌اکنون درون کوزه‌ای در خانهٔ قدیمی اوست که حالا تبدیل به «موزهٔ فریدا کالو» شده است. او چند روز پیش از درگذشتش در یادداشت‌های روزانه‌اش نوشته بود: «امیدوارم مرگ لذت‌بخش باشد و امیدوارم هرگز بازنگردم.»

## عقاید سیاسی
در آن زمان انقلاب مکزیک که به رنسانس می‌مانست رخ داده بود. این رنسانس را ادبیات و هنر جدیدی همراهی می‌کرد که بیشتر فلسفی بود تا سیاسی. پس از انقلاب حزبی کمونیستی تشکیل شد. احساسات ملی‌گرایانه، ضدامپریالیسمی و تمایل به بازگشت به فرهنگ آزتک نیز درمیان روشنفکران همفکر فریدا شدید بود
کالو یکی از طرفداران فعال کمونیسم بود. او رابطهٔ عشقی کوتاهی نیز با لئون تروتسکی که نهایتاً در ۱۹۴۰ در شهر مکزیکو سیتی توسط نمایندگان استالین ترور شد، برقرار کرد.
مدتی بعد از مرگ تروتسکی، فریدا موضعش را تغییر نداد و حمایت خود را از شوروی زیر رهبری استالین اعلام کرد. او از طرفداران مائو بود و از چین به عنوان «امید جدید سوسیالیسم» نام می‌برد.
خانه کالو با نقاشی‌ها و طرح‌های بسیاری با مضامین سوسیالیستی، از جمله تصاویری از مارکس، انگلس، استالین و مائو تزیین گشته‌بود.

## سبک هنری

خودنگاره با گردنبند خار و مرغ مگس

در مرکز اکثر آثار فریدا، خود او را می‌بینیم که با تکنیکی استوار در ایجاد خطوط و نهادنِ رنگ‌هایی که گویی کاملاً مطمئن بر جای خود نشسته‌اند و با چشمانی هشیار و لب‌هایی که انگار بدون هیچ درزی برهم نهاده شده و در سکوت ترسیم شده‌اند، به مخاطب زل زده است.
از ۱۴۳ نقاشی‌ای که او کشیده است ۵۴ نقاشی خودنگارهاند. چهره‌نگاری‌های کالو از خودش آمیخته با مفاهیم و نمادهای شخصی‌اند. این خودنگاره‌ها اغلب به همراه حیواناتی کوچک و گیاهانی تزئینی در میان قاب‌ها ظاهر شده‌اند. میمونها و گربههایی با رنگ سیاه که دست در گردن فریدا حلقه کرده‌اند و همگام با او به جایی بیرون از تصویر — که چشم تماشاگرشان است — خیره شده‌اند؛ یا گیاهانی که گاه بزرگ‌تر از اندازهٔ واقعی در پس‌زمینه او را دربر گرفته‌اند و گل‌هایی که در عین سرزندگیِ رنگ‌هایشان، مُرده و لَخت، زینتِ گیسوان او شده‌اند.
فریدا در خودنگاره با گردنبند خار و مرغ مگس خود را در حالی ترسیم کرده که گردنبندی از خار با آویزی از مگس‌مرغ مُرده بر گردنش است و میمونی با حالتی صمیمی و دوستانه به کشیدن این گردن‌آویز مشغول است گویی می‌خواهد بر درد آن بیفزاید. همچنین گربه‌ای که در کمین مرغ مُرده است. میمون در نشانه‌شناسی باورهای عامیانهٔ مکزیک، هم نشانهٔ مرگ است و هم نمادی برای شوخ‌طبعی و سرزندگی؛ و مرغ مگس‌خوار نیز طلسمی برای کامیابی در عشق؛ و همچنین معتقدند قهرمانان مُرده به شکل این پرنده به زمین بازمی‌گردند.
با سررشته‌ای که فریدا از علم پزشکی داشت، بعضی نقاشی‌هایش با دقت بسیار در کالبدشناسی بدن انسان کشیده شده‌اند. در اغلب آثار فریدا رنج و صدمه متوجهٔ بخش از گردن به پایینِ جسم‌اش است که می‌تواند اشاره به آن تصادف سرنوشت‌ساز جوانی‌اش داشته باشد.
فریدا در دوران زندگی کوتاهش همواره می‌خواست تا به بطن زندگی رسوخ کند و در این مسیر، جسم سرشار از درد خویش را در تابلوهایش عریان می‌کرد و می‌شکافت. او در مکزیکی که رو به سوی پیشرفت و گذار داشت تاریخ را به‌عقب مرور می‌کرد.

دو فریدا، ۱۹۳۹

در تابلوی دو فریدا که نقطهٔ اوج نقاشی‌های او و از شاهکارهای جنبش فراواقع‌گرایی در سدهٔ بیستم به‌شمار می‌آید، در سمت راست تصویر خود را در لباس بومیان مکزیک و در سمت چپ ملبّس به پوشش اروپایی سدهٔ بیستم — که احتمالاً لباس عروسی است — با دو قلب آشکار، نشسته بر نیمکتی سبزرنگ و دست در دست یکدیگر در زیر آسمانی متلاطم و خاکستری به تصویر کشید. قلب فریدای اروپایی در سمت چپ از سوراخی که در لباس و بر روی سینه‌اش قرار دارد، دیده می‌شود. کشمکش‌ها و تضادهای درونی نقاش، با بریدن رگ باورها و عقاید گذشته توسط فریدای اروپایی به‌خوبی تکمیل شده است. آندره بروتون، شاعر، نویسنده و نظریه‌پرداز فراواقع‌گرای فرانسوی پس از ملاقات با فریدا در سال ۱۹۳۸ در اینباره می‌گوید:
فریدا تنها کسی است در تاریخ هنر که توان شکافتن سینه و قلب و گفتن حقیقت بیولوژیکی و این را که در آنچه احساس می‌کند، دارد.
برتون که برای اولین‌بار نمایشگاه آثار فریدا را در ۱۹۳۹ در گالری جولین لوی در نیویورک برپا کرد فریدا کالو را سوررئالیست خواند؛ لقبی که فریدا خود با آن موافق نبود و ادعا می‌کرد: «من رئالیسم خودم را می‌کِشم.» کالو هرگز خود را سورئالیست نمی‌خواند، هرچند که کارهایش گاهی به عنوان هنر سورئالیستی در نظر گرفته می‌شوند و او نمایشگاه‌های متعددی به همراه سورئالیست‌های اروپایی برپا کرده‌بود.
فرهنگ مکزیکی نیز تأثیر زیادی بر کالو داشت و این موضوع به وضوح در نقاشی‌هایش نیز مشهود است. فریدا در پی کشف ریشه‌های اساطیری و فرهنگی زادبومش بود. تأثیر تصاویر کوچک اکسوتیو-وتیو نقاشی‌شده بر فلزات کوچکی را که برای نذر و شکرگزاری بر دیوار کلیساها نصب می‌کردند — و اتفاقاً در اکثر موارد راوی حوادث ناخوشایند بودند — همواره می‌توان در آثار فریدا مشاهده کرد. او مانند دست‌نگاره‌های مردم ساده و عام در اغلب آثارش توجهی به پرسپکتیو نشان نمی‌داد و به کمک رنگ‌های خالص و اولیه که به کودکانی پرجنب‌وجوش و جسور اما در حصر می‌ماندند، روح غنی و رنجور خود را در تصویرهایش سرشار می‌کرد.
نمادهای اسطوره‌ای و افسانه‌ای آزتک به‌وفور با خاصیتی دوگانه در آثار او به چشم می‌خورند. برای مثال خون را که در میان آزتک‌ها باری شفابخش داشت و طی مراسم آیینی با خراشیدن و زخمی‌کردن بدن و ریختن خون روند تقدیس حاکم می‌شد، در پس‌زمینه‌ای مانند بیابان خشک که هیچ نشانی از امید و رستگاری ندارد به تصویر می‌کشید؛ یا ماه کامل را — که نمادی شوم و بلاخیز بود — در مجاورت خورشید ترسیم می‌کرد و به سرِ مادرِ تاریکی و شب باران می‌باراند. او این تضادها را کاملاً حقیقت‌جویانه و عاری از لفافه، با خطوط راسخ و واضح جداکنندهٔ میانی به تصویر می‌کشید. حتی آثار طبیعت بی‌جان او — که خود طبیعت زنده نامگذاری کرده بود — به‌خوبی نمایانگر این تضادند. هم‌نشینی میوه‌های تازه و سالم در کنار میوه‌هایی گازخورده و پلاسیده.
نقاشی‌های فریدا بازتابی از تجارب و زندگی شخصی او هستند. وی در نقاشی‌هایش تأکید زیادی بر رنج و همچنین زندگی خشن زنان دارد. شیفتگی و کشش او به مسائل زنانه و روش صریح و صادقانه‌ای که به وسیلهٔ آن، این شیفتگی را در نقاشی‌هایش نشان می‌داد، باعث شده است بعضی صاحب‌نظران او را به عنوان یکی از فمینیستهای قرن بیستم برشمردند.
فریدا هم‌ذات‌پنداری را در کارهایش به اوج می‌رساند و بر ناخودآگاه مخاطب غلبه می‌کند. اشکهای دانه‌درشتی که از چشمان او جاری است و روح غم‌انگیز حاکم بر چهرهٔ او هیچ ترحمی برنمی‌انگیزاند؛ چراکه او به جانِ بیننده رخنه می‌کند، جایی که دیگر فاصله‌ای با زنی که در تابلو زندگی می‌کند احساس نمی‌شود. فریدای آثار کالو با تمام رنجی که از جهان در او موج می‌زند، سعی نمی‌کند خود را بدون این جهان ببیند. او هستی را با خود به درون چارچوب تابلو می‌کشد؛ او نمی‌خواهد که تنها باشد. پیکاسو در تنها نامه‌اش به دیه‌گو می‌نویسد:
نه در آیین، نه من و نه تو، هیچ‌کدام در مرتبه‌ای نیستیم که بتوانیم یک سر بکشیم، آن‌گونه که فریدا می‌کشد.

## آثاری دربارهٔ کالو
دربارهٔ زندگی کالو سه فیلم ساخته شده است:
- فریدا کالو نام فیلم مستندی بود که در سال ۱۹۸۲ در آلمان ساخته شد.
- در سال ۱۹۸۴ فیلم داستانی‌ای با عنوان فریدا؛ طبیعت زنده ساخته شد.
- در سال ۲۰۰۲ در هالیوود فیلمی با نام  فریدا به کارگردانی جولی تایمور و براساس زندگی فریدا ساخته شد. نقش فریدا را در این فیلم سلما هایک بر عهده داشت که اگرچه این فیلم در جهان بازتاب موفقی داشت اما در مکزیک با مخالفت‌های گسترده‌ای مواجه شد.[۳۸]

همچنین بازی فکری (اتاق فرار) در مورد فریدا کالو در سال ۱۳۹۸ ه‍.ش در محله امیرآباد در شهر تهران توسط مجموعه کیوبیک طراحی و اجرا شد.